# Argynnis virescens
Argynnis virescens är en fjärilsart som beskrevs av Nakahara 1926. Argynnis virescens ingår i släktet Argynnis och familjen praktfjärilar. Inga underarter finns listade i Catalogue of Life.